# Río Erne
El Erne es un río en el noroeste de Irlanda, nace en el lago Lough Gowna, en el condado de Cavan (República de Irlanda) y transcurre por Irlanda del Norte a través del condado de Fermanagh hasta desembocar en Ballyshannon, en el condado de Donegal. El Erne tiene 120 kilómetros de largo y en él se practica la pesca de la trucha, debido a lo que existen diversas piscifactorías a lo largo de su curso y el de sus afluentes. La mayor parte de la localidad de Enniskillen se encuentra ubicada en una isla fluvial del río Erne.